# Michaił Bondarienko (1901–1943)
Michaił Iwanowicz Bondarienko (ros. Михаил Иванович Бондаренко, ur. 27 listopada?/10 grudnia 1901 we wsi Pogromiec obecnie w rejonie wołokonowskim w obwodzie biełgorodzkim, zm. 22 października 1943 k. wsi Chodorow w rejonie mironowskim w obwodzie kijowskim) – radziecki żołnierz, czerwonoarmista, uhonorowany pośmiertnie tytułem Bohatera Związku Radzieckiego (1943).

## Życiorys
Urodził się w rodzinie chłopskiej. Miał wykształcenie podstawowe. Pracował w swoim gospodarstwie rolnym, później w kołchozie. W lutym 1942 został powołany do armii, od lutego 1943 uczestniczył w wojnie z Niemcami, walczył na Froncie Woroneskim i 1 Ukraińskim w składzie 981 pułku artylerii 9 Dywizji Artylerii 40 Armii. Brał udział w operacji biełgorodzko-charkowskiej w sierpniu 1943. Podczas bitwy o Dniepr wyróżnił się w walkach o rozszerzenie przyczółku bukrińskiego na prawym brzegu Dniepru, gdzie podobno strącił 5 samolotów wroga, zanim sam zginął podczas niemieckiego nalotu na pozycje radzieckie. Został pochowany w zbiorowej mogile we wsi Chodorow.

## Odznaczenia
- Złota Gwiazda Bohatera Związku Radzieckiego (pośmiertnie, 24 grudnia 1943)
- Order Lenina (pośmiertnie, 24 grudnia 1943)
- Medal za Odwagę (16 września 1943)